# زامبرو فلز (مینه‌سوتا)
زامبرو فلز، مینه‌سوتا (به انگلیسی: Zumbro Falls, Minnesota) یک شهر در ایالات متحده آمریکا است که در شهرستان وباشا واقع شده است.

## خصوصیات
زامبرو فلز ۱٫۵۸ کیلومترمربع مساحت و ۲۰۷ نفر جمعیت دارد و ۲۵۷ متر بالاتر از سطح دریا واقع شده است.